# Suryavarman II

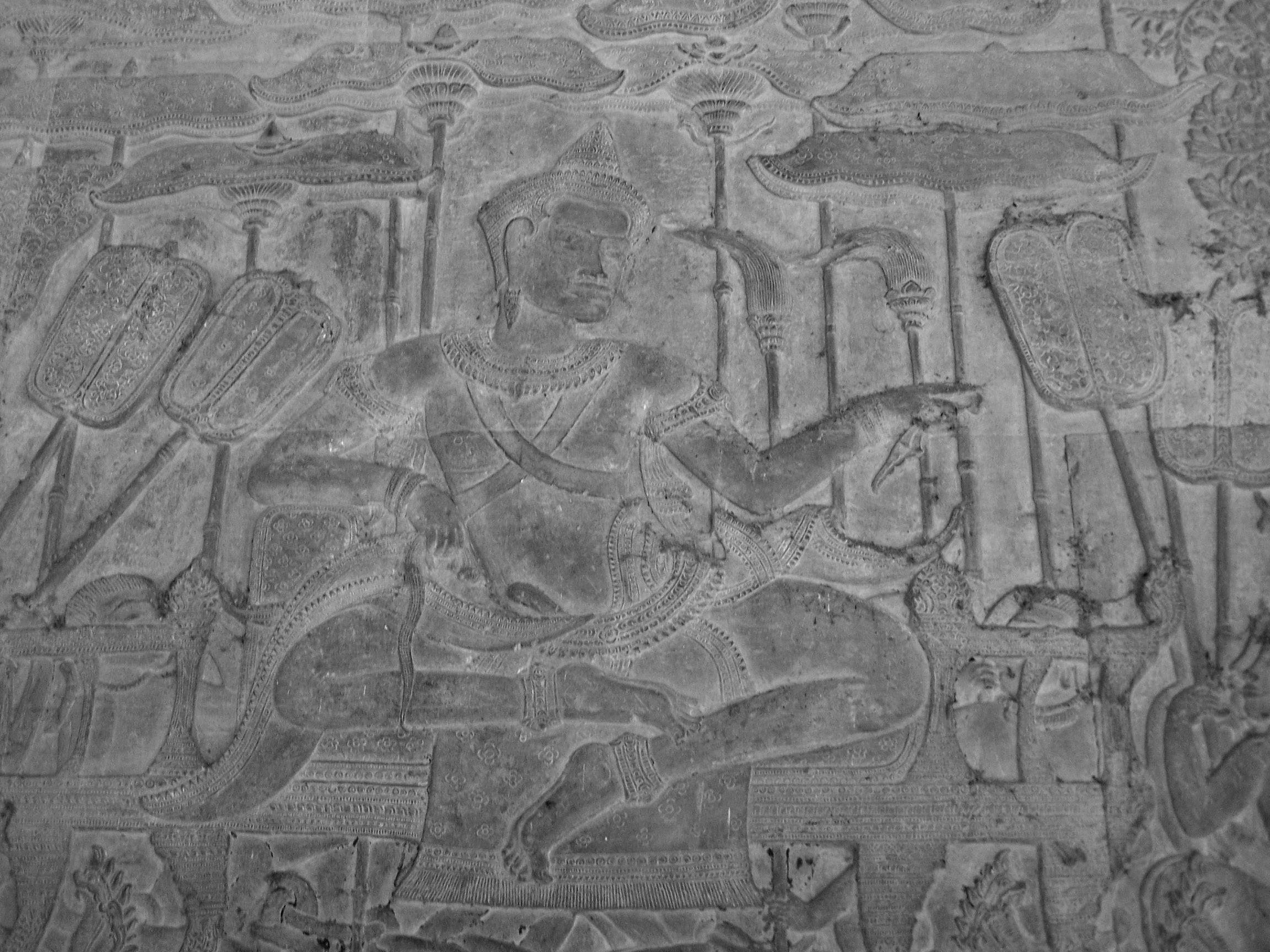
Suryavarman II avbildad på en relief i Angkor Wat.

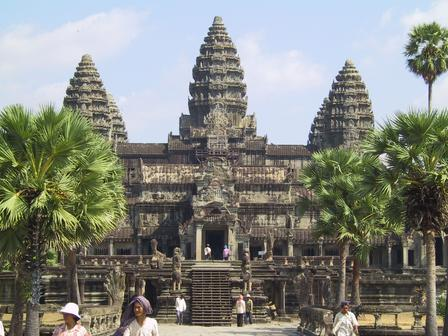
Angkor Wat.

Suryavarman II, född omkring 1095, död 1150, var kung över Khmerriket från 1113 till sin död. Han var fältherre och konstmecenat och lät uppföra templekomplexet Angkor Wat.